# Melween N'Dongala
Melween N'Dongala (Argenteuil, 6 september 2004) is een voetbalspeelster uit Frankrijk. Ze speelt als verdediger voor Paris FC in de Division 1.

## Clubcarrière
N'Dongala begon met voetballen tijdens haar schoolvakantie in voetbalkooien in haar buurt. Haar eerste club was ES Marly-la-Ville waar ze actief was totdat ze zich op vijftienjarige leeftijd aansloot bij Paris FC. In het seizoen 2022/23 maakte ze haar debuut voor het eerste elftal van de Parijzenaars. In juli 2023 tekende ze haar eerste profcontract bij Paris FC. Een jaar later verlengde ze haar contract bij de club uit de Franse hoofdstad tot medio 2026.

## Statistieken
| Seizoen | Club     | Land      | Competitie | Wedstrijden | Doelpunten |
| ------- | -------- | --------- | ---------- | ----------- | ---------- |
| 2021/22 | Paris FC | Frankrijk | Division 1 | 1           | 0          |
| 2023/24 | Paris FC | Frankrijk | Division 1 | 14          | 0          |
| 2024/25 | Paris FC | Frankrijk | Division 1 | 18          | 0          |
| Totaal  | Totaal   | Totaal    | Totaal     | 33          | 0          |

Laatste update: 7 juni 2025

## Interlandcarrière
N'Dongala werd in februari 2025 voor het eerst opgeroepen voor het Franse nationale team voor Nations League 2025 wedstrijden tegen Noorwegen en IJsland. Ze bleef deze wedstrijden op de bank. Op 30 mei 2025 volgde het debuut van N'Dongala door in diezelfde Nations League in te vallen in een wedstrijd tegen Zwitserland door een kwartier voor tijd in te vallen voor Griedge Mbock Bathy.. Vier dagen later mocht ze in een wedstrijd tegen IJsland voor het eerst in de basis starten.
N'Dongala werd opgenomen in de Franse selectie voor op het EK 2025 in Zwitserland.